# 銀盤騎士
『銀盤騎士』（ぎんばんきし）は、小川彌生による日本の漫画作品。『Kiss』（講談社）にて2012年19号から2017年8月号まで連載された。単行本は全11巻。
2008年から2011年まで連載していた『キス&ネバークライ』に続き、再びフィギュアスケートを題材としている。前作ではアイスダンスを、本作では男子シングルを扱っている。

## あらすじ
小さな出版社で健康雑誌の編集者として働く猪狩千登勢（いがり ちとせ）には、フィギュアスケート界のエース候補と呼ばれる幼なじみ・雉子波心（きじなみ こころ）がいる。心はメンタル面が弱く成績にムラがあったが、子どもの頃から大好きだった魔法少女アニメの呪文を千登勢に唱えてもらうと、4回転ジャンプも安定度が格段に増すようになった。呪文は千登勢以外が唱えても効き目がなく、千登勢は試合の度に心に付き合うことになる。

## 登場人物
猪狩 千登勢（いがり ちとせ）
巷談（こうだん）書房『SASSO』編集者。23歳。身長146cmで、時々小学生に間違えられる。髪型はいつもお団子頭に結っている。心からは「せーちゃん」、沢田からは「ミィ」と呼ばれる。
未熟児で生まれ幼少期は体が弱く、体力をつけるために祖母の家の近くにあったスケート教室に通い、心と知り合う。中学生の時、同級生の“（イケメンの）心が千登勢を好きなんてありえない”という噂話に傷つき、また心をバカにされることが嫌で、心と距離を置くようになった。
雉子波 心（きじなみ こころ）
フィギュアスケート男子シングル選手。身長179cm。千登勢からは「ここっぺ」と呼ばれる。千登勢とは共に福島県出身で、いまだにいわき弁が抜けないため、インタビューでは長く話さないようマネージャーから言われている。
メンタル面が弱く成績が乱高下し、新聞に「永遠のダークホース」と書かれ落ち込んでいた時に、千登勢が冗談混じりに子どもの頃から好きだったアニメ『魔法の姫君 レディ・ララ』の魔法の呪文をかけると、失敗が続いていた4回転ジャンプを鮮やかに成功して以降、千登勢に協力してもらうようになる。自宅マンションの秘密の部屋はララのグッズで溢れており、自分でイラストも描く。

父は高級旅館をいくつも経営する雉子波グループ社長、妹のまりあとあんなは美人双子姉妹として有名。
名前はアイスダンサーの水谷心から。
沢田（さわだ）
千登勢の上司。主力雑誌だった『颯爽』を若者向けの健康情報誌『SASSO』とリニューアルし成功したやり手。オタクが嫌い。
緒方 ヤヨイ（おがた ヤヨイ）
漫画家。千登勢の大学時代の同級生。心の試合に帯同しなければならない時などに、打ち合わせと称してアリバイ作りに協力してくれる。
本田 竹二郎（ほんだ たけじろう）
心のコーチ。声が聞き取りにくい。麗人の祖父・雅人とは昔年のライバルだった。
瀧口 ドミ（ケンゾー・ドミニク・タキグチ）
心のトレーナー。『キス&ネバークライ』にも登場する。
盛山（もりやま）
心のマネージャー。心が訛（なま）りでイメージダウンにならないように短いワードで話すよう命じている。
青木 大牙（あおき たいが）
19歳。2種類の4回転ジャンプを跳ぶ。
田村 麗人（たむら らいと）
21歳。祖父・雅人がコーチ。音痴で、いつも曲と振り付けが合っていないが、それを補って余りある情熱的な表現力が武器。
熊野 風太（くまの ふうた）
15歳。武器はスピードと悪魔のような愛くるしさ。大牙からは「ぷー」と呼ばれる。
りりか
フィギュアスケートの熱狂的なファン。
四方田 晶（よもた ひかる）
心のアシスタントコーチ。『キス&ネバークライ』では主要な登場人物のひとり。

## 書誌情報
- 小川彌生 『銀盤騎士』 講談社〈KC Kiss〉、全11巻
  1. 2013年3月13日発売[4]、ISBN 978-4-06-340904-8
  2. 2013年7月12日発売[5]、ISBN 978-4-06-340914-7
  3. 2014年2月13日発売[6]、ISBN 978-4-06-340925-3
  4. 2014年7月11日発売[7]、ISBN 978-4-06-340930-7
  5. 2015年2月13日発売[8]、ISBN 978-4-06-340946-8
  6. 2015年7月13日発売[9]、ISBN 978-4-06-340960-4
  7. 2015年12月11日発売[10]、ISBN 978-4-06-340975-8
  8. 2016年4月13日発売[11]、ISBN 978-4-06-340983-3
  9. 2016年9月13日発売[12]、ISBN 978-4-06-340996-3
  10. 2017年2月13日発売[13]、ISBN 978-4-06-398012-7
  11. 2017年8月10日発売[14]、ISBN 978-4-06-398029-5